# Lettre à une personne de condition

Lettre à une personne de condition, (titre complet : Lettre d'un docteur de Sorbonne à une personne de condition sur ce qui est arrivé depuis peu dans une paroisse de Paris à un seigneur de la Cour), est un libelle, écrit par Antoine Arnauld, et publié le 24 février 1655.
Celui-ci prend la forme d'une lettre, adressée au duc de Liancourt (Roger du Plessis-Liancourt, duc de La Roche-Guyon, dit duc de Liancourt). Sa publication fait suite au refus du curé de la paroisse du duc de lui donner l'absolution, du fait de ses relations avec les jansénistes, décision qui fait grand bruit. Arnauld y défend Liancourt, et par la même occasion les jansénistes, en mettant surtout en avant leur soumission à la bulle du pape Innocent X Cum occasione (31 mai 1653 ) condamnant les cinq propositions attribuées à Jansénius.
Ce libelle provoque la parution de nombreuses réponses, généralement écrites par des jésuites. Arnauld y réplique dans sa Seconde lettre à un duc et pair, écrit qui entraîne sa condamnation par la Sorbonne.